# Squalus mitsukurii
El galludo espinilla (Squalus mitsukurii) es un escualiforme de la familia Squalidae, que habita alrededor del mundo en las plataformas continentales en aguas templadas y subtropicales entre las latitudes 45° N y 55° S, desde la superficie hasta los 950 m de profundidad. Su longitud máxima es de 75 cm.